# 周建强
周建強（1953年10月—），男，漢族，江蘇常熟人，研究生學歷，1970年9月參加工作，1982年5月加入中國共產黨。曾任職於江蘇省人民政府計劃與經濟委員會、江蘇省國際信託投資公司、江蘇省人民政府發展計劃委員會，2000年11月出任江蘇交通控股有限公司副董事長兼總經理。2008年3月，被任命為江蘇省人民政府國有資產監督管理委員會主任。2013年11月，出任江蘇省政協經濟委員會副主任，2016年1月升為主任。2017年2月退休。
2020年4月30日，江蘇省紀委監委宣布周建強涉嫌嚴重違紀違法，正在接受紀律審查和監察調查。